# Copal

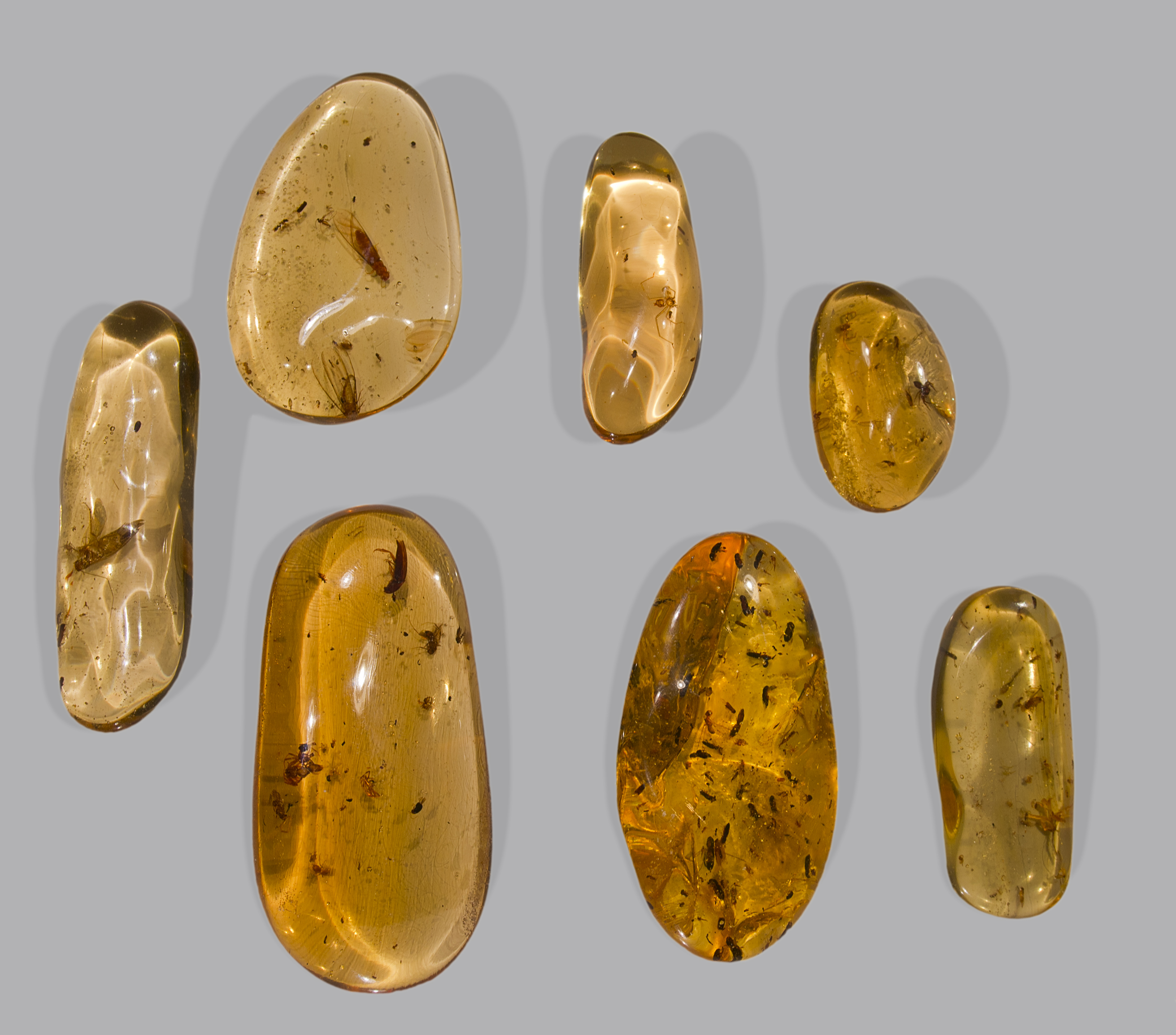
Copal

Copal é uma resina fossilizada jovem, ou seja, formada há apenas alguns milhares de anos, e referida às vezes como pom (seu nome na língua maia). A palavra provém do espanhol copalli, que significa incenso. É comparado ao âmbar e empregado em joalheria.
Existem vários tipos de resinas copálicas. Em geral são duras, vítreas e extraídas de certas árvores da floresta tropical, possuindo coloração amarela, similares ao âmbar. Já o copal branco é leitoso e pegajoso, sendo mais caro que o copal amarelo.    Industrialmente tais resinas são empregadas na preparação de alguns tipos de vernizes e lacas.
Muitas culturas indígenas no México usam o copal fresco como incenso, principalmente durante o temazcal, cerimônia do "alojamento de suor".